# Emmanuel Gonzalès
Louis Jean Emmanuel Gonzalès, född 25 oktober 1815 i Saintes, död 17 oktober 1887, var en fransk romanförfattare.
Gonzalès skrev ett stort antal för tidningsföljetongen avsedda skildringar, bland annat Les frères de la côte (1841, dramatiserad 1856), Esaii le lépreux (1850–1851), Les sabotiers de la Forêt-noire (1861), L'hôtesse du connetable (1863; svensk översättning "Konnetabelns värdinna", samma år) och Les proscrits de Sicile (1865).
Han var far till konstnären Eva Gonzalès.